# N-متیل فورمامید
N-متیل فورمامید (به انگلیسی: N-Methylformamide) با فرمول شیمیایی C2H5NO یک ترکیب شیمیایی با شناسه پاب‌کم 31254 است. که جرم مولی آن 59.067 g/mol می‌باشد. شکل ظاهری این ترکیب، مایع شفاف است.